# Ladin (geologie)
Ladin (angl. Ladinian) je geologické období středního triasu, které je datováno do doby před 237 až 228 miliony let před současností (s odchylkou 2 milionů let). Předchozím geologickým stupněm byl Anis, následujícím pak Karn.
Toto období bylo definováno rakouským paleontologem Alexandrem Bittnerem v roce 1892. Ten zvolil název podle populace Ladinů, obývajících italské Alpy. Indexovými fosíliemi jsou amoniti druhu Eoprotrachyceras curionii a další.
V tomto období pravděpodobně vznikli první neptačí dinosauři, možná také první praví ptakoještěři a přímí předchůdci savců (přestože prokazatelné fosílie těchto zástupců známe až z karnu). Slavnou lokalitou daného stáří je například brazilský geopark Paleorotta.
Mezi obratlovce z ladinu patří:
- Spondylosoma
- Dicynodonti
- Dinosauři?

## Krurotarsané
- Rauisuchidae

- Prestosuchidae

## †Dinosauromorfové (nedinosauří)
| Taxon        | Výskyt        | Místo                         | Popis                               | Obrázek |
| ------------ | ------------- | ----------------------------- | ----------------------------------- | ------- |
| - Lagerpeton | Střední trias | Souvrství Chañares, Argentina | Asi 0,7 metru dlouhý dinosauromorf. |         |
| - Lagosuchus | Střední trias | Argentina                     | Malý, lehkonohý dinosauromorf.      |         |

## †Plakodonti
| Taxon          | Výskyt        | Místo          | Popis                                     | Obrázek |
| -------------- | ------------- | -------------- | ----------------------------------------- | ------- |
| - Cyamodus     | Střední trias | Německo        | Asi 1,3 metru dlouhý "obrněný" plakodont. |         |
| - Paraplacodus | Střední trias | Severní Itálie | 1,5 metru dlouhý plakodont.               |         |

## †Terapsidi (nesavčí)
| Taxon         | Výskyt                   | Místo                      | Popis                                   | Obrázek |
| ------------- | ------------------------ | -------------------------- | --------------------------------------- | ------- |
| - Exaeretodon | Střední až svrchní trias | Argentina, Brazílie, Indie | Asi 1,8 metru dlouhý zavalitý cynodont. |         |